# Nederlands Antilliaans Olympisch Comité
Het Nederlands Antilliaans Olympisch Comité (NAOC; Papiaments: Comité Olímpico di Antia Hulandes) was een Nederlands Antilliaanse sportorganisatie. Tot juli 2011 lid was het NAOC lid van het Internationaal Olympisch Comité (IOC).

## Geschiedenis
Na het Olympisch Congres in 1930 werd de aanzet gegeven tot het oprichten van een Olympisch Comité voor de Nederlandse kolonie Curaçao. Op 23 maart 1931 werd de organisatie opgericht.
In 1938 was het een van de oprichtende leden van de Centraal-Amerikaanse en Caribische Sportorganisatie (CASCO), in 1951 omgedoopt tot Pan-Amerikaanse Sportorganisatie (PASO).
In 1954 werd, na de nieuwe status van de Nederlandse Antillen, de naam gewijzigd in Nederlands Antilliaanse Bond voor Lichamelijke Opvoeding (NABLO). In 1961 werd de structuur gewijzigd en werd de organisatie opgesplitst in het Verbond van Curaçaose Sportorganisatie voor de sportorganisaties en de Stichting Exploitatie Sportterreinen voor de accommodaties. Beiden vielen onder het Nederlands-Antilliaans Olympisch Comité.
In 1986 na de nieuwe status van Aruba ontstond het Arubaans Olympisch Comité als afsplitsing van de NAOC.
In 1996 besloot het IOC, dat alleen soevereine staten een eigen Olympisch Comité konden oprichten. Voor bestaande comitées van autonome landen als Aruba en de Nederlandse Antillen werd een uitzondering gemaakt. Na de Staatkundige hervormingen binnen het Koninkrijk der Nederlanden in 2010 konden Curaçao en Sint Maarten geen eigen Olympische organisaties oprichten. Maar het IOC was bereid om het NAOC in de huidige vorm te laten bestaan als de eilanden en hun sportbonden daarvoor een constructie zouden bedenken. Dat lukte op een conferentie in 2009, maar werd in 2010 ongedaan gemaakt door de nieuwe regering-Schotte. Die koos voor confrontatie en ging procederen tegen het IOC, wat niets opleverde. Daarna stonden de eilanden met lege handen.
De beslissing van uitvoerend bestuur van het IOC tot beëindiging van het lidmaatschap van het NAOC werd geratificeerd door de algemene vergadering. Bijstand werd nog wel verleend aan deelname van Nederlands-Antilliaanse deelnemers aan de Olympische Spelen in 2012 onder de Olympische vlag.